# 한국의 동굴
한국의 동굴은 다음을 뜻한다.
- 대한민국의 동굴 목록
- 조선민주주의인민공화국의 동굴 목록

| Disambiguation icon | 이 문서는 명칭이 같고 같은 종류에 속하는 여러 대상을 연결하는 색인 문서입니다. |